# 金の紡ぎ車
『金の紡ぎ車』（きんのつむぎぐるま、チェコ語: Zlatý kolovrat）作品109、B.197は、アントニン・ドヴォルザークが1896年1月から4月にかけて作曲した交響詩。

## 概要
本作はカレル・ヤロミール・エルベンの詩集『花束』に収められた同名の作品に霊感を受けて書かれた。
半公開の初演は1896年6月3日にプラハ音楽院においてアントニーン・ベネヴィッツの指揮で行われた。公開初演は1896年10月26日、ロンドンでハンス・リヒターが指揮棒を握った。
ドヴォルザークの娘と結婚したヨゼフ・スークは本作の短縮版を制作している。この短縮版はヴァーツラフ・ターリヒやズデニェク・ハラバラらの遺した録音で聞くことができる。現在は全曲盤で演奏されるのが一般的となっている。

## あらすじ
王は城を出て狩りのために森の中を馬で進んでいる。獲物を追うのに疲れた王は寂しい小屋の戸をノックし、水をもらえるように頼む。応じて現れた若く素朴な百姓の娘、ドルニチカ（Dornička）は紡ぎ車を回す手を止め、王に水を差しだす。恋に落ちた王は心の内を彼女に告白するが、ドルニチカは継母が町から帰ってくるのを待っているのだと告げる。翌日、再び馬を駆って小屋を訪れた王は、彼女の醜い継母に彼女を自分の城に連れてくるようにいう。継母と義姉妹がドルニチカと共に城へ向かって出発する。ところが道の途中で彼女らはドルニチカを殺害、足と手を叩き切って目をくり抜き、それらを密かに城へと持ち込む。王は迎えに出るがドルニチカのふりをした義姉妹と結婚、続いて王は戦いに出て行く。
その頃、森の中ではひとりの老いた魔法使いがドルニチカの遺体を見つけ、彼女を生き返らせることにする。彼は3度にわたり小姓を城へ送り、義姉妹を説得して金の紡ぎ車の代わりに2本の足を、金の糸巻棒の代わりに2本の手を、金の紡錘の代わりに2つの目を手放させる。小姓の持ち帰った部位と魔法使いの魔法の水によってドルニチカの身体は元通りとなり、彼女を蘇生させた魔法使いは姿を消す。
王が戦いから帰還して偽りの妃と再会を果たすが、王の頼みで妃が回し始めた金の紡ぎ車は身の毛もよだつドルニチカ殺害の詳細を語りはじめ、王が騙されていたことが明かされる。森へ出て行った王はドルニチカと再会を果たす。王を欺いた継母と義姉妹はオオカミの餌食となり、金の紡ぎ車は消えてしまう。

## 演奏時間
約26分。

## 楽器編成
ピッコロ、フルート2、オーボエ2、コーラングレ、クラリネット2、ファゴット2、コントラファゴット、ホルン4、トランペット2、トロンボーン3、テューバ、ティンパニ、大太鼓、シンバル、トライアングル、ハープ、弦五部。

## 楽曲構成
自由なロンド形式で書かれている。まず三連符のリズムに乗って、騎乗する王の主題が聞こえてくる（譜例1）。この主題はこのままの形でも再現されるほか、変奏の形では曲の至る所で聞くことになる。
譜例1
小屋を訪ねた王に対し、イ長調のヴァイオリンのソロで表されるドルニチカが応じる（譜例2）。
譜例2
王は愛を告白し、大きく盛り上がる。次の場面では再び小屋を訪れた王が娘を城へ連れてくるように言うが、2つのファゴットが奏する王の主題の変奏による継母には別の考えがあった。曲はモルト・ヴィヴァーチェへと速度を上げ、急速なロ短調の展開によりドルニチカへの残酷な仕打ちが描写される（譜例3）。
譜例３
続いて王が堂々一行を迎えに出るが義姉妹をドルニチカと取り違え、王の主題の変形を用いたポルカで婚姻の宴が進む。曲は愛の場面を描いて大きく盛り上がり、やがて王は譜例1を奏するホルンとトランペットの音色と共に戦へ出発する。金管楽器のコラールで新たに奏される主題が魔法使いの男を表す（譜例4）。
譜例4
男の試みの結果、金の紡ぎ車と引き換えに持ち去られた身体を取り戻し、やがてドルニチカが息を吹き返してヴァイオリンソロにより譜例2が再現される。譜例1により王の戦からの凱旋が告げられ、婚礼の音楽も用いられて偽りの妃との再会が描写される。しかし、回された紡ぎ車により譜例3を含む殺戮の場面が語られはじめ、継母と義姉妹による計略が明らかにされる。真実を知った王はドルニチカと再会を果たし、2人により愛の主題がクライマックスを形成する。最後は譜例1の王の主題がドルニチカを表すイ長調で奏でられ、喜びのうちに華々しく閉じられる。継母と義姉妹がオオカミに食われてしまう個所は交響詩では省略されている。